# Raphael Lemkin
Pour les articles homonymes, voir Lemkin.
Raphael Lemkin (en polonais : Rafał Lemkin), né le 24 juin 1900 à Azyaryska, actuellement en Biélorussie, et mort le 28 août 1959 à New York, est un juriste juif polonais puis américain qui forge en 1944, le terme et le concept de génocide et le fait valoir d’abord au tribunal de Nuremberg, puis auprès de l’ONU en 1949.
Ses premiers travaux majeurs commencent en 1933, alors qu'il est procureur à Varsovie : il contribue aux efforts organisés par la Société des Nations (SDN) pour développer un droit international humanitaire en travaillant à la rédaction d'une loi internationale qui sanctionnerait la destruction de groupes ethniques, nationaux et religieux. Il voulait établir un lien entre deux pratiques qu'il se proposait d'introduire dans le droit international : celles de « barbarie » et de « vandalisme ».
Étant d'origine juive, l'invasion de son pays le contraint à se réfugier aux États-Unis où il poursuit ses travaux. Dans le cadre des contributions demandées à divers juristes, il forge en 1943 le terme de génocide, en associant le mot « γένος (genos) », en grec ancien, lignée, famille, clan, groupe, race, et le suffixe « -cide », du mot latin caedere signifiant tuer.
Après avoir été prononcé au procès de Nuremberg, le néologisme prend vie en droit positif avec l’adoption à Paris, au palais de Chaillot, le 9 décembre 1948, de la Convention pour la prévention et la répression du crime de génocide dont Lemkin a été le principal rédacteur.
Le 10 décembre 2008, à l’occasion du double anniversaire de l’adoption des grands textes humanitaires de l’ONU (60 ans), et de sa mort (presque 50 ans), la France et la Pologne ont honoré sa mémoire avec l’inauguration d’une plaque commémorative apposée au foyer du théâtre du Trocadéro, à Paris.

## Biographie

### Enfance et formation
Selon ses Mémoires, Rafał Lemkin est né et a vécu, dans les dix premières années de sa vie, dans une ferme située dans un lieu-dit appelé Ozerisko (désormais Azyaryska), près du village de Bezwodne alors en Russie impériale, aujourd’hui dans le district de Vawkavysk (Wolkowysk) en Biélorussie, dans une région polonaise annexée par la Russie en 1795. Il est élevé dans une famille juive de trois enfants par ses parents, Joseph Lemkin et Bella Pomerantz. Son père est paysan, métayer, et sa mère une lectrice vorace, à la fois peintre, linguiste et philosophe, qui vit entourée de nombreux livres d’histoire et de littérature, dont il retient notamment la fable du renard et de la cigogne d'Ivan Krylov. Sous l’influence de sa mère, le jeune Rafal maîtrise à 14 ans pas moins de neuf ou dix langues étrangères, dont le français, l’espagnol, le russe, le yiddish, l’hébreu et l’allemand. En 1910, les Lemkin quittent Ozerisko pour une autre ferme plus proche de Wolkowysk afin que Rafal puisse étudier au collège en ville. Il devient un lecteur assidu de Tolstoï et de Quo vadis ?. Il est admis au lycée de Białystok. Relayé par la presse locale, il s'intéresse de près au génocide arménien de 1915 : « Plus de 1,2 million d'Arméniens tués pour avoir le tort d'être chrétiens ». À la fin de la guerre, avec le petit traité de Versailles de 1919, il obtient la nationalité polonaise, Wolkovysk étant devenue polonaise, après une occupation allemande de 1915.
Diplômé du gymnasium de Białystok, le 30 juin 1919, il s'inscrit d'abord en philologie à l'université Jagellonne à Cracovie en 1920-1921, puis après sans doute avoir été renvoyé, à l’université Jean-Casimir de Lwów, actuellement en Ukraine, où il obtient le titre de docteur en droit sous la direction du professeur Juliusz Makarewicz (pl) (octobre 1921, jusqu'à son diplôme le 20 mai 1926). Il fréquente l’université de Heidelberg en Allemagne pour approfondir ses connaissances en philosophie[réf. nécessaire] et revient en 1926 à Lwów pour achever des études de droit. Il en sort comme jeune procureur à Varsovie.

### Carrière initiale

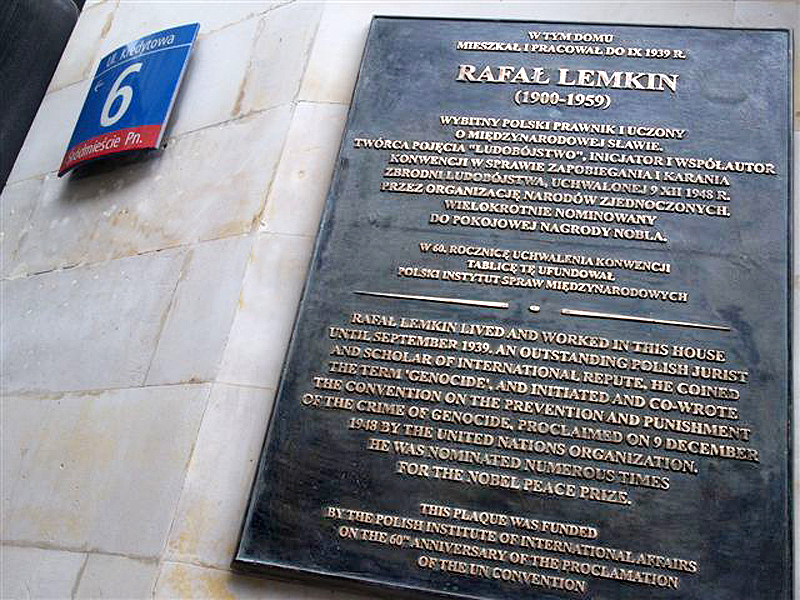
Plaque commémorative à Varsovie (en polonais et anglais), 6 rue Kredytowa, Varsovie, Pologne.

Après cinq années comme procureur de 1929 à 1934, R. Lemkin est promu vice-procureur de la République au tribunal de Brzeżany. Simultanément, Il est secrétaire du Comité pour la Codification des Lois de la République polonaise qui rédige notamment le nouveau code pénal et enseigne le droit au collège de Tachkimoni à Varsovie. En liaison avec l’université Duke, aux États-Unis, il traduit en anglais le code pénal polonais de 1932, avec le professeur de droit Malcolm McDermott. Ce dernier l’aidera à rejoindre plus tard les États–Unis.
Les premiers travaux de Rafał Lemkin en matière de droit international humanitaire sont une présentation au Conseil juridique de la SDN lors de la conférence organisée en 1933 à Madrid sur le thème du droit international pénal. Pour la préparer, il s'inspire des travaux de Vespasian Pella, un universitaire roumain, promoteur d'une « justice universelle ». Prévenir la barbarie et le vandalisme en sont les objectifs : « actes de barbarie ou de vandalisme susceptibles de produire un danger universel. », texte publié par Pedone à Paris, l'éditeur officiel de la Société des Nations. Il ne peut s'y rendre, le gouvernement polonais le lui interdit, mais son texte est lu en son absence. Il y délivre un essai sur le Crime de barbarie comme crime à reconnaître par le droit international. C’est ce premier concept qui évoluera vers celui de génocide. Il trouvait sa matière dans l'impunité pour un crime de masse, le génocide arménien, qui avait suscité une large émotion internationale lorsqu’il eut lieu et les massacres interreligieux contemporains de Simelé, en Irak.
À la suite des propos tenus lors de cette conférence, Rafal Lemkin est contraint de démissionner en 1934 sous la pression du ministère des Affaires étrangères polonais. Il poursuit alors sa carrière comme avocat à Varsovie. Pendant cette période il participe aux nombreuses conférences organisées par l’université polonaise libre Wolna Wszechnica Polska, notamment dans les classes de Stanisław Rappaport et Wacław Makowski.
En 1937, R. Lemkin est nommé membre de la mission polonaise au quatrième congrès de droit pénal de Paris. Il y défend la thèse que la paix peut et doit être défendue par le droit international. Il travaille également sur d’autres sujets juridiques comme un abrégé des lois pénales et fiscales polonaises Prawo karne skarbowe (1938) et en 1939 publie en français un ouvrage de droit commercial international, La Réglementation des paiements internationaux.

### Seconde Guerre mondiale et procès de Nuremberg
Mobilisé en 1939, lorsque la Pologne est envahie par l’Allemagne nazie et l’URSS, à la suite du pacte germano-soviétique signé par Ribbentrop et Molotov, il défend Varsovie assiégée, où il déclare avoir été blessé par balle à la hanche (ce point est controversé). Il échappe à la captivité et – après avoir traversé la Lituanie – rejoint la Suède, où des conférences faites avant guerre à l’université de Stockholm lui avaient ouvert des portes.
Avec l’aide de Malcolm McDermott il obtient l’autorisation d’émigrer aux États-Unis où il arrive en 1941 après avoir rejoint Moscou pour prendre le Transsibérien jusqu'au Japon et effectué la traversée jusqu'à Seattle. S’il parvient ainsi à se sauver, 49 membres de sa famille disparaissent lors de l’élimination des juifs de Lituanie et de Pologne par les nazis. Son frère Elias survit avec sa femme et ses deux enfants, non sans avoir passé de nombreuses années dans un goulag soviétique. Raphaël Lemkin parvient à les en faire sortir en 1948 où ils se réfugient à Montréal au Canada.
Aux États-Unis R. Lemkin rejoint en 1941 la faculté de droit de Duke en Caroline du Nord. Il donne des cours en 1942 à l’école militaire de l’université de Virginie. Il écrit Military Government in Europe une version préliminaire de son livre ultérieur Axis Rule in Occupied Europe. En 1943 il est nommé consultant auprès du Board of Economic Warfare and Foreign Economic Administration (en) des États-Unis et il devient conseiller spécial pour les affaires étrangères auprès du ministère de la Guerre américain (War department), du fait de son expérience confirmée en droit international.
En 1944, il obtient le soutien de la Fondation Carnegie (Fondation Carnegie pour la paix internationale) qui finance la publication aux États-Unis de l’œuvre majeure de R. Lemkin, Axis Rule in Occupied Europe. C’est dans ce livre qu’apparait pour la première fois le terme de « génocide ».
Son concept de génocide connaît un grand succès malgré les critiques : sa signification contemporaine, son importance future sont reconnues dans le monde entier. Lemkin devient le conseiller de Robert H. Jackson, membre de la Cour suprême des États-Unis et Chef de la délégation américaine au Tribunal de Nuremberg. Néanmoins, même si le terme de génocide est sporadiquement employé dans les actes d'accusation britannique et français, il ne figure pas dans le jugement prononcé le 1er octobre 1946 car le Statut du Tribunal ne le mentionne pas dans les crimes relevant de la compétence du Tribunal, à savoir, les crimes contre la paix, les crimes de guerre et les crimes contre l'humanité (Statut, art. 6), du fait de l'opposition d'autres juristes comme Hersch Lauterpacht qui met en avant le concept de crime contre l'humanité.
Par la suite, Lemkin redoubla d'efforts pour faire adopter ses vues concernant la notion de génocide. En décembre 1946, l'Assemblée générale de l'ONU adoptait la résolution 96, qui affirmait que le génocide « nie le droit à l'existence de groupes humains entiers » et qu'il est « un crime au regard du droit international ». Le 9 décembre 1948 fut adoptée la Convention pour la prévention et la répression du crime de génocide.

### Après-guerre
Après-guerre, Raphael Lemkin reste aux États-Unis. À partir de 1948, il donne des cours de droit pénal à l’université Yale. Il obtient en 1955 la chaire de professeur de droit à la Rutgers School of Law à Newark, près de New York. Pendant toute cette époque, il continue l’œuvre de sa vie, démarrée à la conférence de Madrid de 1933, en faisant campagne pour l’extension de la reconnaissance en droit positif international du crime de génocide. Il connait l’échec à la conférence pour la paix tenue à Paris à partir de 1945 et qui aboutit au traité de Paris de 1947. Le succès est au rendez-vous l’année suivante quand sa proposition de résolution pour une Convention pour la prévention et la répression du crime de génocide, présentée à l'Assemblée générale des Nations unies, est finalement soutenue par les États-Unis moyennant certaines modifications et approuvée à l'unanimité le 8 décembre 1948. Les aspects politiques et culturels du génocide ne sont pas retenus.
R. Lemkin est mort en 1959 d’une crise cardiaque à l’âge de 59 ans dans les bureaux de l’agence de relation publique Milton H. Blow à New York. Paradoxalement, l’homme qui avait voulu qu’on honore la mémoire des millions de victimes de génocides, verra ses funérailles suivies par 7 personnes seulement. Il est enterré au cimetière du Mont-Hébron, à New York.

## Grands éléments de sa pensée
Les travaux de Raphael Lemkin s'insèrent dans la démarche vers un droit international humanitaire entreprise au XIXe siècle et reprise par la SDN qui souhaitait définir les crimes qui concernaient l'ensemble de l'humanité indépendamment du lieu où ils avaient été commis. Le crime de guerre et le crime contre l'humanité étaient entrés dans le droit positif de nombreux pays dans les années 1920. Au début des années 1930 la préoccupation était de trouver une législation internationale contre le trafic de drogue, la traite des femmes et autres crimes à cheval sur plusieurs pays. Son apport aura été de faire prendre conscience que les très grands crimes de masse interpellaient la conscience de l’humanité tout entière et devaient faire l’objet d’une politique internationale de prévention et de répression.

### Évolution de ses travaux
Le procès du jeune Arménien Soghomon Tehlirian, jugé à Berlin en 1921 pour l'assassinat de l'ancien ministre ottoman Talaat Pacha, est déjà l'occasion pour Lemkin de mûrir ses idées de grands crimes. Le concept de génocide est en préparation surtout à partir de 1933, lorsque le juriste commence à s'intéresser sérieusement au droit international, inspiré par l'actualité : le massacre de chrétiens assyriens en Irak rappelle un passé plus douloureux encore, l'élimination impunie de minorités chrétiennes de l'Empire ottoman vers 1915 (génocide arménien notamment) ; en reflet, l'arrivée au pouvoir d'Adolf Hitler en Allemagne fait craindre un futur aussi douloureux, dont il faut prévenir ou sanctionner les crimes. Lemkin tente alors, sans succès, de populariser deux idées : le « crime de vandalisme », défini comme la destruction d'œuvres d'art et de culture sous prétexte qu'elles représentent le génie d'un groupe national, religieux ou racial, et le « crime de barbarie », ensemble d'actions opprimantes et destructrices dirigées contre les membres de tels groupes,.
Les réflexions de Lemkin ont nécessairement une dimension sociologique. Son fonctionnalisme l'incite à attribuer aux grands groupes humains, c'est-à-dire aux peuples, une vie, des intérêts et des droits. Il finit ainsi par penser le groupe en tant qu'entité qui est plus qu'une somme d'individus. La destruction intentionnelle d'un groupe comme tel ne passe donc pas nécessairement par la mort de ses membres, elle est principalement socio-culturelle, elle désunit le groupe et efface son identité de groupe par toutes sortes de moyens : démantèlement des institutions, démolition d'œuvres d'art, déstabilisation de l'économie, apprentissage forcé d'une langue, atteinte à la dignité et à la sécurité des personnes, etc. Lemkin appelle en 1943 « génocide » une telle destruction, qui à certains égards rappelle le concept actuel d'ethnocide.
Entre la définition que donne Lemkin dans le chapitre 9 de son Axis Rule in Occupied Europe, publié en 1944, et la définition de la Convention pour la prévention et la répression du crime de génocide, adoptée en 1948, il y a une grande différence : certes la destruction vise toujours un peuple et non un parti politique, une classe sociale ou autres, mais elle devient principalement physico-biologique, autrement dit elle porte atteinte à la vie, sous toutes ses formes, des membres du groupe en vue de le dépeupler et de l'affaiblir rapidement, si ce n'est de l'anéantir. Pour certains auteurs, la convention onusienne est le fruit d'un compromis politique qui trahit passablement la pensée initiale de Lemkin pour éviter que soient un jour sanctionnées les exactions de certains États. Le philosophe Laurent Delabre estime que cette thèse est à nuancer et que Lemkin, principal auteur de la Convention, comprend lui aussi la gravité extrême du génocide physico-biologique. Le glissement du génocide purement lemkinien (imposer une autre vie et un autre groupe aux membres du groupe) au génocide onusien ou lemkinien-onusien (dénier la vie des membres du groupe) est repérable dans un texte de Lemkin de 1947 :

« Le crime de génocide implique un large éventail d'actions, incluant non seulement la privation de la vie mais aussi la prévention de la vie (avortements, stérilisations) ainsi que les dispositifs mettant en très grand danger la vie et la santé (infections artificielles, travail à mort dans des camps spéciaux, séparation délibérée des familles dans un but de dépopulation, etc.). Toutes ces actions sont subordonnées à l'intention criminelle de détruire ou d'invalider définitivement un groupe humain. Les actes sont dirigés contre des groupes, comme tels, et des individus sont choisis pour être détruits seulement parce qu'ils appartiennent à ces groupes. »

Lemkin a traité explicitement dans ses différents écrits d'au moins trois génocides majeurs : le génocide des Arméniens commis par les Jeunes-Turcs, le génocide des Ukrainiens par l'URSS (connu désormais sous le nom d'Holodomor), le génocide des juifs par les nazis (Shoah), ce qui explique que les Arméniens comme les Ukrainiens invoquent ses écrits pour justifier leur réclamation d’une reconnaissance officielle du génocide qu’ils ont subi. Une condition du génocide selon Raphael Lemkin n’était pas seulement l'expression d'une volonté affirmée de détruire un groupe mais surtout la mise en place d'une organisation pour ce faire. Raul Hilberg dans son livre majeur La Destruction des juifs d’Europe évoquera dans la continuité de Lemkin, qu'il cite à plusieurs reprises, « les structures de la destruction ». Lemkin n'est toutefois pas focalisé sur les génocides contemporains les plus systématiques et meurtriers, puisqu'il commence en 1947 l'écriture d'un livre sur une histoire des génocides remontant à l'Antiquité. Il s'intéresse particulièrement à la colonisation : il qualifie par exemple Christophe Colomb de « génocidiste ». Jamais achevé ni publié, le livre est redécouvert aujourd'hui avec le plus grand intérêt. Son auteur n'a toutefois pas le savoir ni la méthode de l'historien professionnel.

### Critique et postérité
Sur les questions de définition et de droit international, Lemkin s'oppose au juriste Hersch Lauterpacht, qui écarte personnellement le concept de génocide pour lui préférer celui de crime contre l'humanité. Pour Lauterpacht, faire intervenir la notion de groupe renforce les conflits interethniques, la sanction d'un groupe risquant d'être imputée à un groupe opposé et non aux principes du droit. Au lieu de pacifier, l'incrimination infamante de génocide, susciterait des réactions de groupe contraires à l'acceptation raisonnable des décisions de justice. Évoquer le groupe est inutile à ses yeux, puisqu'en définitive c'est un individu qui a été privé de ses droits élémentaires. Les circonstances aident seulement à qualifier le crime mais ne changent pas sa nature,. En évoquant, pour le génocide, l'obligation de prouver une volonté d’extermination totale, on entre dans des débats infinis sur l'intentionnalité supposée des criminels qui risquent de ralentir l'instruction des crimes et de bloquer le verdict. Faire intervenir dans le génocide la destruction de langues, de coutumes ou tout autre aspect « folklorique », appauvrit l'intensité du crime et fait entrer le droit dans des méandres dont il ne peut pas sortir. Pour Lauterpacht, seul le crime contre l'humanité, constatant des massacres de fait hors de toute légalité internationale doit être poursuivi. Il sera un opposant ferme à l'introduction de la notion de génocide lors du procès de Nuremberg et plus tard. Dans son Traité du droit international d'Oppenheim (Oppenheim's International Law), publié en 1958, il considère le concept de génocide comme « gros de lacunes, d’artifices et de dangers potentiels ». Ce serait un « recul » par rapport à la protection des droits de l’homme.
La postérité du mot et du droit nouveau voulu par Lemkin se trouve désormais dans la jurisprudence des tribunaux pénaux internationaux (TPIY, TPIR) qui à l’occasion de la guerre d'éclatement de l'ex-Yougoslavie et de la guerre civile au Rwanda ont fait un usage intensif de l'incrimination de génocide et pas seulement de crimes contre l'humanité. Le tribunal international chargé sous l'égide de l’ONU de poursuivre des auteurs survivants des massacres commis par les Khmers rouges (les Chambres extraordinaires au sein des tribunaux cambodgiens) contre la population des villes du Cambodge, connaît en revanche bien des lenteurs et des difficultés.
Il est à noter que la qualification du génocide comme « crime des crimes contre l'humanité » et la réprobation qui l'entoure de la part de la société, a entraîné, au-delà des aspects purement pénaux des conflits de qualification et des « guerres mémorielles » portant sur de nombreux aspects de l’histoire : esclavage, colonisation, violences commises par les partis communistes, répressions politiques diverses. L'emploi du concept de génocide, s'il est désormais établi en droit pénal, reste encore l'objet de nombreuses controverses aussi bien dans un contexte de mémoire et de repentance autour d'événements passés que de débats sur des répressions en cours (Tibet, Darfour, Tchétchénie) pour lesquelles l'accusation de génocide a été réclamée mais ne peut pas prospérer du fait que les auteurs de ces crimes détiennent encore le pouvoir.
Au-delà du domaine juridique, les textes lemkiniens sont lus par des chercheurs en histoire, en sciences sociales et en philosophie, mais ne sont pas toujours compris ; Lemkin lui-même ne s'exprimait pas toujours avec une grande clarté. Le génocide est notamment redéfini de plusieurs manières et peut être qualifié de concept essentiellement contesté, ce qui incite certains scientifiques à éviter tout usage du terme. Parmi les autres, les défenseurs d'une définition étroite tiennent généralement la Shoah pour le modèle type du génocide, alors que les avocats des définitions larges ont rarement des bases communes. Néanmoins, aujourd'hui la définition onusienne de 1948 est très utilisée malgré ses lacunes et sa fonction d'incrimination.

## Honneurs et récompenses
Lemkin connait de nombreux honneurs pour sa contribution au droit international et la prévention des crimes de guerre. Il est fait grand Croix de l’ordre de Carlos Manuel de Céspedes, à Cuba en 1950. Il reçoit le prix Stephen Samuel Wise du Congrès juif américain en 1951, et la Croix du mérite de la République fédérale allemande en 1955. Lors du 50e anniversaire de la Convention qu’il a rédigé, le secrétaire général de l’ONU délivrera un hommage particulier comme « l’exemple même d’un engagement moral ».
Raphaël Lemkin est nommé à sept reprises pour l’obtention du Prix Nobel de la paix.
Il fait l’objet de deux pièces de théâtre : en 2005 Lemkin's House de Catherine Filloux, et une pièce en un acte de Robert Skloot (2006, Parallel Press) nommée If The Whole Body Dies: Raphael Lemkin and the Treaty Against Genocide.
Le 10 décembre 2008, à l’occasion du soixantième anniversaire de la Déclaration universelle des droits de l’homme, le ministre français des Affaires étrangères Bernard Kouchner dévoile au palais de Chaillot, en présence de l’ambassadeur de Pologne Tomasz Orlowski, une plaque en son honneur.

### Archives
- (en) Raphael Lemkin Collection, American Jewish Historical Society, Center for Jewish history.

Série I : documents personnels et biographiques (Series I: Personal and Biographical, undated, 1933, 1941-1951, 1983, 1989, 2002).
Série II : Convention sur le génocide (Series II: Genocide Convention, undated, 1945-1951).
Série III : histoire du Génocide (Series III: History of Genocide, undated, 1763, 1919, circa 1921, 1940s, 1951).
Série IV : publications (Series IV: Publications, undated, 1915-1919, 1944, 1946-1952)
Série V, VI et VII : accès restreint (Series V: Restricted Documents, various dates, Oversized Materials, undated, 1944-1945, 1947-1951).

### Livres
- (en) Samantha Power. A Problem from Hell: America and the Age of Genocide. Basic Books, 2002 (original hardcover).  (ISBN 0-465-06150-8). (Chapters 2-5)
- (en) Martin Shaw, What is Genocide?. Polity Press, 2007.  (ISBN 0-7456-3183-5). (Chapter 2)
- Olivier Beauvallet, Lemkin face au génocide, (suivi d'un inédit de Lemkin Les Poursuites judiciaires contre Hitler), Michalon, 2011-  (ISBN 978-2-84186-560-4).

### Articles
- Vincent Duclert, « Le rêve inachevé de Raphael Lemkin », L'Histoire, no 514,‎ décembre 2023, p. 20-21.
- Vartkes Yeghiayan, Leon Fermanian, Raphael Lemkin's Dossier on the Armenian Genocide, Éditions CAR (Center for Armenian Remembrance)
- Raphael Lemkin (1900–1959) - The Polish Lawyer Who Created the Concept of “Genocide”
- Lemkin Discusses Armenian Genocide In Newly-Found 1949 CBS Interview
- A Study Guide on Lemkin and his contributions to human rights law and activism
- Biographical sketch of Raphael Lemkin
- Key writings of Raphael Lemkin on Genocide, 1933–1947
- Guide to the Papers of Raphael Lemkin
- Acts Constituting a General (Transnational) Danger Considered as Offenses Against the Law of Nations (for definitions of "barbarity" and "vandalism")
- Convention on the Prevention and Punishment of the Crime of Genocide
- An examination of Cornish Genocide see Genocide Review